# 정유인
정유인(鄭唯仁, 1994년 5월 16일~)은 대한민국의 수영 선수이다.
2010년부터 2019년까지 매해 전국체육대회에 참가하였으며, 2012년에는 고등부 5관왕을 기록하기도 하였다.
2014년 아시안 게임 400m 계영에서 4위를 기록하였다. 2019년 광주광역시에서 열린 2019년 세계 수영 선수권 대회에서 400m 계영에서 한국신기록(3분 42초 58)을 작성하였다. 2020년 10월, 제10회 김천전국수영대회에서는 계영 400m 부문에서 금메달을 기록하였으며, 은메달과 동메달도 각각 1개씩 기록하였다.
2020년 8월 4일부터 방영 중인 E채널의 프로그램 《노는 언니》에 출연하였다. 2020년 8월 6일에는 스포츠 매니지먼트사인 씰유나이트와 전속 계약을 맺었다. 근육질인 몸매와 관련한 별명으로 '여자 마동석'이 있다.
2024 파리올림픽 해설위원을 했다.

## 학력
- 2007~2010: 대청중학교(졸업)
- 2010~2013: 창덕여자고등학교(졸업)
- 2013~2018: 연세대학교 스포츠응용산업학과(졸업)

## 경력
- 2019년 7월: 2019년 세계 수영 선수권 대회(광주) 여자 국가대표
- 2019년 1월~: 경북도청
- 2018년 1월~2018년 12월: 울산광역시청
- 2014년: 2014년 아시안 게임(인천) 여자 수영 국가대표
- 2013년 1월~2017년 12월: 제주시청

## 전국 체전 성적
정유인은 전국체육대회에서 다음의 성적을 거두었다.
| 연도(회차)      | 종목        | 순위 | 구분            |
| --------------- | ----------- | ---- | --------------- |
| 2019년(제100회) | 계영 400m   | 1위  | 수영 여자일반부 |
| 2019년(제100회) | 자유형 50m  | 3위  | 수영 여자일반부 |
| 2018년(제99회)  | 계영400m    | 3위  | 수영 여자일반부 |
| 2017년(제98회)  | 계영 400m   | 1위  | 수영 여자일반부 |
| 2016년(제97회)  | 계영 400m   | 1위  | 수영 여자일반부 |
| 2016년(제97회)  | 자유형 800m | 2위  | 수영 여자일반부 |
| 2016년(제97회)  | 자유형 400m | 1위  | 수영 여자일반부 |
| 2015년(제96회)  | 계영 400m   | 1위  | 수영 여자일반부 |
| 2014년(제95회)  | 계영 400m   | 2위  | 수영 여자일반부 |
| 2013년(제94회)  | 자유형 100m | 1위  | 수영 여자일반부 |
| 2013년(제94회)  | 혼계영 400m | 3위  | 수영 여자일반부 |
| 2013년(제94회)  | 계영 400m   | 1위  | 수영 여자일반부 |
| 2013년(제94회)  | 계영 800m   | 2위  | 수영 여자일반부 |
| 2012년(제93회)  | 계영 800m   | 1위  | 수영 여자고등부 |
| 2012년(제93회)  | 혼계영 400m | 1위  | 수영 여자고등부 |
| 2012년(제93회)  | 계영 400m   | 1위  | 수영 여자고등부 |
| 2012년(제93회)  | 자유형 200m | 1위  | 수영 여자고등부 |
| 2012년(제93회)  | 자유형 100m | 1위  | 수영 여자고등부 |
| 2011년(제92회)  | 계영 800m   | 1위  | 수영 여자고등부 |
| 2011년(제92회)  | 계영 400m   | 1위  | 수영 여자고등부 |
| 2011년(제92회)  | 혼계영 400m | 1위  | 수영 여자고등부 |
| 2011년(제92회)  | 자유형 200m | 2위  | 수영 여자고등부 |
| 2011년(제92회)  | 자유형 100m | 1위  | 수영 여자고등부 |
| 2010년(제91회)  | 계영 800m   | 2위  | 수영 여자고등부 |
| 2010년(제91회)  | 계영 400m   | 1위  | 수영 여자고등부 |
| 2010년(제91회)  | 혼계영 400m | 2위  | 수영 여자고등부 |
| 2010년(제91회)  | 자유형 200m | 2위  | 수영 여자고등부 |
| 2010년(제91회)  | 자유형 100m | 2위  | 수영 여자고등부 |

## 가족
- 외할아버지: 김복배(?~1989년)
- 외할머니: 김종분(1939년~)
- 아버지: 정춘식
- 어머니: 김귀임
- 이모: 김귀정(1966년 8월 11일~1991년 5월 25일)
- 외삼촌: 김종수